# 勞工運動
劳工运动，又称工人运动，簡稱工运，泛指某个或某些劳工团体为了己方或己方团体得到雇主与政府较好的待遇（例如制定劳动法令），而组织起来的活动。这些组织通常称为工联（trade unions）。许多知识份子与政治群体也介入劳工运动。工人运动的受益者并非整个无产阶级，而是某个工人集体，其政治意义在于争取更高的收入或法律上的利益保护，很大程度上是爭取工人的劳动權益。

## 歷史

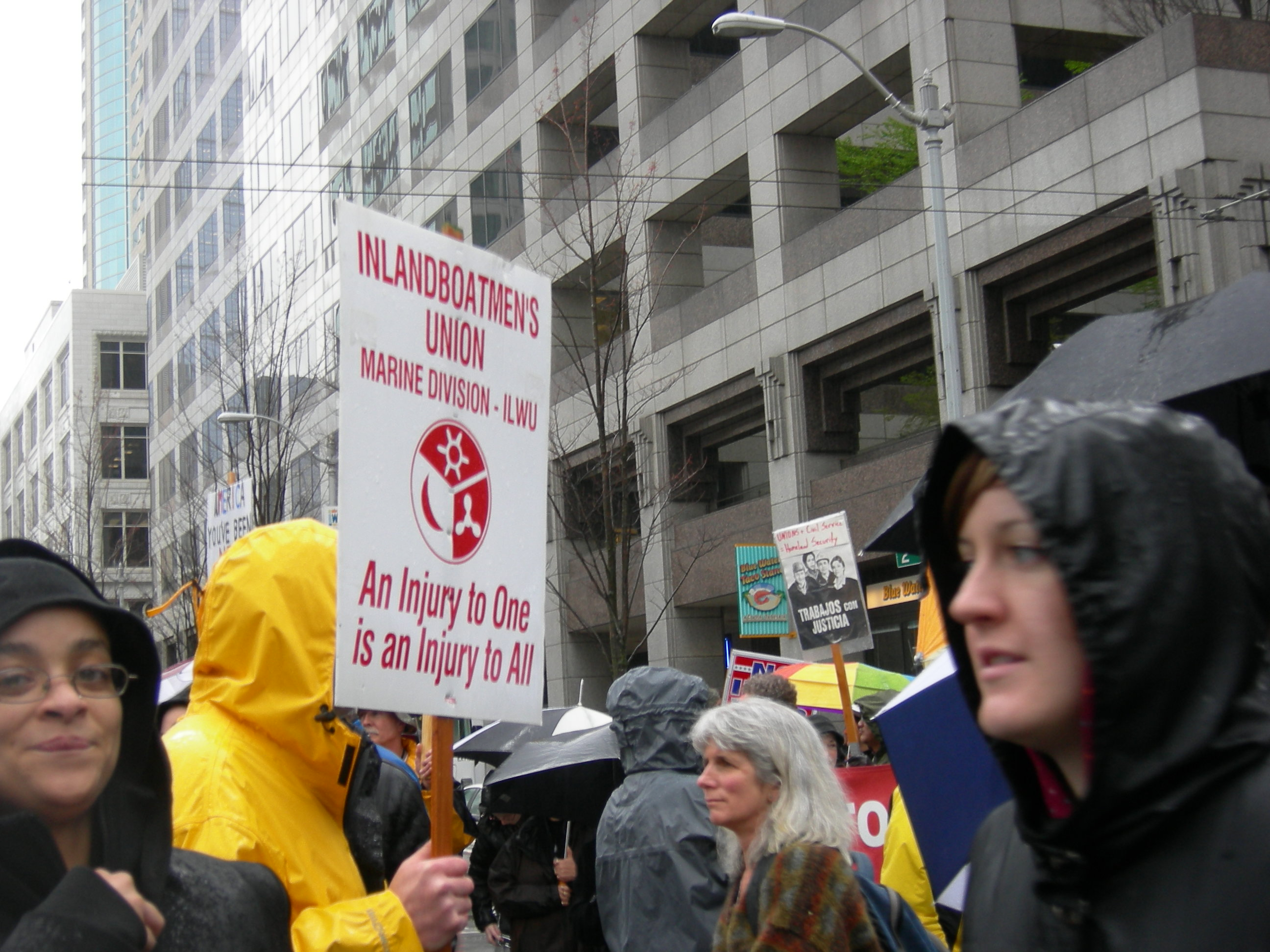
2007年，在西雅圖的勞工運動。

在英国及澳大利亚等国，劳工运动一词既可以指涉政治派系，也可以指涉产业派系；在英国，前者指工党，而後者指英国职工大会（Trades Union Congress），工党的成立缘於英国职工大会在1899年的决议，惟托尼·布莱尔於1994年当选工党领袖後，两者的合作已大幅削弱。
在历史上，劳工运动始於工业革命後的欧洲，起初工会受到政府的强力压制。现今习以为常的週休二日、最低工资、有给薪休假及工时缩短等权利，都是当时劳工运动者的诉求。随着国际贸易与跨国公司的兴起，近年来劳工运动也有走向国际串联的趋势，主要工会亦由原本以藍領工人階級為主轉變為白領工薪階層。

## 各地勞工運動

### 美國
1863年7月13日至16日紐約徵兵暴動發生於南北戰爭期間。不滿徵兵制的許多美國紐約工人，集體攻打北方政府的徵兵機構，主要理由是徵兵制度中，富人繳交300美金免於當兵之理由。另外，暴動主因也是大量解放後的黑人搶奪勞工市場。該暴動後來演變攻擊黑人商店的大型暴動，期間約持續4天，才被軍警鎮壓。
1877年爆發铁路大罢工全國性鐵路工人罷工事件。起初是在西佛吉尼亞州的馬丁斯堡，因巴尔的摩与俄亥俄铁路降低工人工資，鐵路工人罷工抵制，海斯總統派遣聯邦軍隊鎮壓工人，造成罷工浪潮擴張至馬里蘭、賓夕法尼亞、伊利諾等州，造成多名工人傷亡，最終遭至聯邦軍隊鎮壓。
曾領導普爾曼市火車工廠工人罷工，以抵抗資方降低工資，遭到聯邦軍隊介入與法庭禁制令而平息，事後尤金·V·德布斯被監禁。
1930年經濟大恐慌，羅斯福總統通過「國家勞工關係法」，准許工人在合法情形組織工會與罷工。
1936年至1937年「弗林特工廠佔領事件」（Flint sit-down strike），通用汽车公司得知弗林特廠工人將要罷工的訊息，於是準備把廠內機器搬到另一廠去，迫使工人改變計畫放下工作佔領工廠。佔領期間弗林特城居民給予工人各方面的支持，美國共產黨給予協助，工人的家人組織成婦女隊阻擋警察進入廠房。持續了44天，通用汽車最終同意和工人進行協商，承認工會可以代表勞方和資方談判，談判中資方同意調整工資與改善勞動環境。此次抗爭勝利後，美國產業工會陸續成立。
1951年，為了应对工人運動，《國家勞工關係法》修正，沿用至今。